# 町役所・村役所

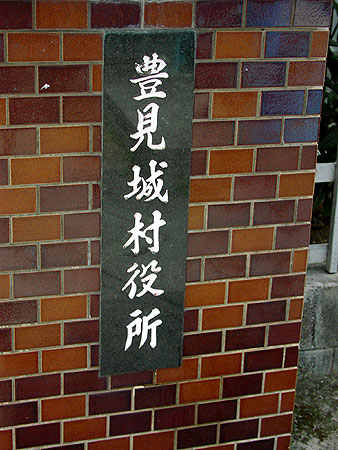
豊見城村役所の看板

町役所・村役所（ちょうやくしょ・そんやくしょ）は、本土復帰前の琉球政府（現在の沖縄県）において町や村の事務を行っていた組織（役所）の名称である。

## 本土復帰前
現在の日本では、地方公共団体のうち、市の役所を市役所と呼ぶのに対して、町・村の役所は町役場・村役場と呼ぶ。これに対して、本土復帰前の琉球政府では、市の役所を市役所と呼ぶのと同様に、町や村の役所も「町役所」・「村役所」と呼んでいた。
例えば、八重山列島の八重山郡では、1954年（昭和29年）1月1日に大浜町・竹富町・与那国町の各町役場が「町役所」に改称している。

## 本土復帰後
1972年の本土復帰とともに、他の都道府県と同様に、「町役所」・「村役所」は「町役場」・「村役場」にそれぞれ名称を変更した。しかし、豊見城村だけは、市制施行して豊見城市となる直前の2002年3月まで、村役所という名称を使用していた。